# Flykten till Söderhavet
Flykten till Söderhavet är en amerikansk äventyrsfilm från 1942 i regi av John Cromwell. Den är en filmatisering av Edison Marshalls roman Benjamin Blake.

## Handling
Benjamin Blake blir som pojke avlurad sitt ärvda gods i Bristol. Efter en konfrontation med släktingen som ligger bakom, Sir Arthur Blake, flyr han som ung man till en ö i Polynesien där han börjar samla pärlor för att bli rik och kunna skipa rättvisa. Han blir kär i en kvinna från lokalbefolkningen som han döper till Eve.

## Rollista
- Tyrone Power - Benjamin Blake
- Gene Tierney - Eve
- George Sanders - Sir Arthur Blake
- Frances Farmer - Isabel
- Roddy McDowall - Benjamin som pojke
- John Carradine - Caleb Green
- Elsa Lanchester - Bristol Isabel
- Harry Davenport - Amos Kidder
- Kay Johnson - Helena
- Dudley Digges - Pratt
- Halliwell Hobbes - Purdy
- Arthur Hohl - kapten Greenough
- Pedro de Cordoba - Feenou
- Dennis Hoey - Lord Tarrant
- Heather Thatcher - Maggie Martin
- Robert Greig - domare